# Steve Hansgen
Steve Hansgen (...) è un bassista statunitense, celebre per essere stato un componente del gruppo hardcore punk straight edge Minor Threat.

## Biografia
È stato ingaggiato dal gruppo nel 1982 per permettere al precedente bassista, Brian Baker, di passare alla seconda chitarra. Accreditato nell'EP Out of Step, ha lasciato la band dopo la scelta dei componenti di tornare alla formazione originale.
Dopo i Minor Threat, Steve Hansgen ha formato i Second Wind con l'ex-roadie dei Minor Threat Rich Moore, ed ha collaborato all'EP dei Tool Opiate. Attualmente steve Hansgen è impegnato in un progetto hardcore assieme a Brian Baker chiamato Middle Aged Brigade.